# SWIFT-Teilnehmer
Die bei SWIFT (Society for Worldwide Interbank Financial Telecommunication) registrierten Kunden sind Teilnehmer an diesem Netzwerk. Es handelt sich hauptsächlich um Banken und banknahe Unternehmen aus aller Welt, aber es finden sich auch immer mehr Unternehmen, welche über einen BIC verfügen.
Es wird unterschieden zwischen aktiven und passiven Teilnehmern:
- Aktive Teilnehmer sind solche, die durch eine Datenverbindung direkt mit einem der Rechner von SWIFT verbunden sind.
- Passive Teilnehmer haben zwar einen Business Identifier Code (BIC) bei SWIFT, sind aber nicht mit dem Rechner verbunden und können nicht direkt über SWIFT kontaktiert werden. Bei solchen Banken handelt es sich meist um Investmentbanken, um Spezialbanken ohne besonderen Bezug zum Ausland oder um Banken, die ihr internationales Geschäft über einen Verbund abwickeln.

Die passiven Mitglieder sind daran zu erkennen, dass die achte Stelle ihres BIC die Ziffer 1 ist, während aktive Teilnehmer als achte Stelle ein anderes Zeichen haben (Zahl oder Buchstabe). Ein BIC muss immer acht oder elf Stellen haben. Die Stellen neun bis elf geben die Filiale oder Abteilung (Branch-Code) an und können, sofern vom jeweiligen Mitglied nicht vergeben, weggelassen oder mit XXX ersetzt werden.
| SWIFT          | Teilnehmer                                                           |
| -------------- | -------------------------------------------------------------------- |
| PBNK DE FF     | Postbank (aktiver Teilnehmer, da die achte Stelle keine Eins ist)    |
| GENO DE F1 S09 | Sparda-Bank (passiver Teilnehmer, da die achte Stelle eine Eins ist) |

Test-BICs haben an der 8. Stelle die Ziffer 0.